# Myrmarachne bicolor
Myrmarachne bicolor är en spindelart som först beskrevs av Koch L. 1879.  Myrmarachne bicolor ingår i släktet Myrmarachne och familjen hoppspindlar. Inga underarter finns listade i Catalogue of Life.